# Michael Rohde
Michael Rohde (Kopenhagen, 3 maart 1894 - aldaar, 5 februari 1979) was een Deens voetballer die speelde als middenvelder.

## Carrière
Rohde is geboren in Kopenhagen waar hij begon met voetballen bij Boldklubben 1893. Rohde speelde zijn hele voetbalcarrière bij Boldklubben 1893. Hij heeft 252 wedstrijden gespeeld en 254 doelpunten gemaakt. Hij brak bovendien twee een keer been. Rohde maakte zijn debuut in de nationale elftal van Denemarken in 1915. Hij speelde 40 wedstrijden en maakte 22 doelpunten. Hij zat in de selectie die mee deed aan het voetbaltoernooi op de Olympische Zomerspelen van 1920. Rohde stopte in 1932 met voetballen.
Rohde overleed op 5 februari 1979.
Op 19 mei 2023 werd hij opgenomen bij Foldboldens Hall of Fame.